# ثيودور لارسون
ثيودور لارسون (بالسويدية: Skånska Lasse)‏ هو كاتب أغاني سويدي، ولد في 8 يونيو 1880، وتوفي في 30 يونيو 1937.

## وصلات خارجية
- ثيودور لارسون على موقع ميوزك برينز (الإنجليزية)
- ثيودور لارسون على موقع ديسكوغز (الإنجليزية)